# Peace Train
Peace Train är en sång skriven och inspelad av Cat Stevens. Den toppade Adult Contemporary-listan och placerade sig på sjunde plats på Billboard Hot 100. Den har senare spelats in även av bland andra. Zain Bhikha och Dolly Parton på albumet Treasures (1996), tillsammans med Ladysmith Black Mambazo från Sydafrika.
Cat Stevens spelade även låten 2006 på Nobels fredspriskonsert.

### Fotnoter
1. ↑  Jay Sorensen (17 oktober 2014). ”October 17th, 2014” (på engelska). BIG Jay's BIG Week In Pop Music History. Arkiverad från originalet den 18 mars 2015. https://web.archive.org/web/20150318011843/http://www.bigjaysorensen.com/portal/bigjaysorensen/WeekInPopMusicHistory/WeekinPopMusicHistoryArchivesOct222014.aspx. Läst 2 mars 2015.
2. ↑  9 juli 2008 "Raise Your Voice" Arkiverad 8 juni 2011 hämtat från the Wayback Machine.
3. ↑  ”Treasures” (på engelska). Discogs. 11 mars 1996. http://www.discogs.com/Dolly-Parton-Treasures/master/412379. Läst 2 mars 2015.
4. ↑  ”Stjernene hyllet Yunus” (på norska). Verdens gang. 11 december 2006. http://www.vg.no/rampelys/musikk/nobels-fredspris/stjernene-hyllet-yunus/a/148633/. Läst 2 mars 2015.